# Argo (phim)
Argo là một bộ phim Mỹ sản xuất năm 2012 do Ben Affleck làm đạo diễn kiêm diễn viên chính. Tại giải Oscar năm 2013, Argo nhận được 7 đề cử trong đó có đề cử cho Phim hay nhất. Tại giải Oscar, Argo nhận được 3 giải Giải Oscar cho phim hay nhất, giải Oscar cho biên tập và Giải Oscar cho kịch bản chuyển thể xuất sắc nhất.
Kịch bản phim dựa vào hai tác phẩm chính là bài báo "The Great Escape" của tác giả Joshuah Bearman trên tờ Wired hồi năm 2007 và cuốn tiểu thuyết "Master of Disguise: My Secret Life in the CIA" (tạm dịch: Bậc thầy cải trang: Cuộc sống bí mật của tôi trong CIA) kể về những hồi ức của tác giả Antonio Joseph "Tony" Mendez khi còn là một điệp viên CIA, kể về một sự kiện có thật về sáu con tin người Mỹ ở Iran được giải cứu dưới sự giúp đỡ của một đoàn làm phim cải trang và sự dẫn đầu của một điệp viên CIA - Tony Mendez. Phim đã lột tả khủng hoảng ở đất nước Trung Đông Iran vào cuối thập niên 1970. Khán giả đều nhận định Argo là một bộ phim dễ xem và có nhiều tình huống giải trí thú vị.
Bộ phim có các vai chính là Affleck trong vai Mendez với Bryan Cranston, Alan Arkin, và John Goodman, và được phát hành ở Bắc Mỹ để thành công quan trọng và thương mại vào ngày 12 tháng 10 năm 2012. Bộ phim được sản xuất bởi Grant Heslov, Ben Affleck, và George Clooney. Câu chuyện giải cứu này cũng đã được đưa vào phim truyền hình Escape from Iran: The Canadian Caper (1981), đạo diễn bởi Lamont Johnson.
Argo nhận được bảy đề cử cho lễ trao giải Oscar lần thứ 85 và thắng ba giải trong số đó. Phim cũng giành được Phim xuất sắc nhất, Biên tập xuất sắc nhất và Đạo diễn xuất sắc nhất (cho Affleck) tại lễ trao giải British Academy Film 66.

## Nội dung
Vào ngày 4 tháng 11 năm 1979, những người Hồi giáo Iran đã tấn công Đại sứ quán Hoa Kỳ tại Tehran để trả đũa việc Tổng thống Jimmy Carter cấp quyền tị nạn tại Hoa Kỳ cho Mohammad Reza Pahlavi sau cuộc Cách mạng Iran lật đổ chế độ quân chủ của ông ta. Sáu mươi sáu nhân viên đại sứ quán bị bắt làm con tin, nhưng có sáu người đã chạy thoát và được ẩn náu tại nhà của Đại sứ Canada Ken Taylor.
Với tình hình sáu người trốn thoát được giữ bí mật, Bộ Ngoại giao Hoa Kỳ bắt đầu tìm các phương án để đưa họ ra khỏi Iran. Tony Mendez, một chuyên gia về việc giải cứu của Cơ quan Tình báo Trung ương - CIA, được triệu tập để tham vấn. Anh chỉ trích các đề xuất nhưng lại bối rối khi được hỏi về một phương án thay thế. Trong khi nói chuyện điện thoại với con trai, anh được truyền cảm hứng từ việc xem phim Battle for the Planet of the Apes và bắt đầu lập kế hoạch tạo ra một câu chuyện ngụy trang cho những người trốn thoát: rằng họ là những nhà làm phim người Canada đang ở Iran để tìm kiếm địa điểm cho việc quay một bộ phim khoa học viễn tưởng.
Mendez liên lạc với John Chambers, một chuyên viên hóa trang Hollywood từng làm việc cho CIA. Chambers giới thiệu Mendez với nhà sản xuất phim Lester Siegel. Họ cùng nhau thành lập một công ty sản xuất phim giả, công khai kế hoạch của mình và thành công trong việc tạo ra vỏ bọc phát triển "Argo", một "bộ phim phiêu lưu khoa học viễn tưởng" theo phong cách Star Wars, để tạo độ tin cậy cho câu chuyện ngụy trang. Trong khi đó, những người trốn thoát trở nên bồn chồn. Lực lượng cách mạng dán lại các bức ảnh nhân viên đại sứ quán bị xé nát và phát hiện ra có sáu người bỏ trốn.
Đóng giả làm nhà sản xuất cho Argo, Mendez đến Iran dưới bí danh Kevin Harkins và gặp sáu người trốn thoát. Anh cung cấp cho họ hộ chiếu Canada và danh tính giả. Mặc dù không tin tưởng kế hoạch của Mendez, họ vẫn miễn cưỡng đi cùng, biết rằng anh cũng đang mạo hiểm mạng sống của chính mình. Một chuyến đi do thám đến khu chợ để duy trì vỏ bọc của họ đã trở nên tồi tệ khi họ bị một người đàn ông hung hăng quấy rối, nhưng họ đã an toàn ra khỏi khu chợ.
Mendez được thông báo rằng chiến dịch đã bị hủy bỏ, thay vào đó phía Mỹ sẽ thực hiện một cuộc giải cứu quân sự. Dù vậy, anh vẫn tiến hành, buộc sếp của anh, Phó giám đốc Jack O'Donnell, phải vội vã xin cho chiến dịch được tiếp tục và đặt lại vé đã hủy của họ trên chuyến bay Swissair. Căng thẳng gia tăng tại sân bay, vé mới của những người Mỹ chỉ được xác nhận vào phút cuối, và cuộc gọi của đội trưởng đội an ninh đến công ty sản xuất phim giả ở Hollywood chỉ được trả lời vào giây cuối cùng. Những người Mỹ lên máy bay, đúng lúc đó đội an ninh sân bay được cảnh báo về trò lừa bịp này. Chúng đuổi theo để bắt nhóm người Mỹ, nhưng máy bay đã cất cánh.
Để bảo vệ các con tin còn lại ở Tehran khỏi sự trả thù, mọi sự tham gia của Hoa Kỳ trong cuộc giải cứu đều bị phủ nhận, và toàn bộ công lao được trao cho chính phủ Canada và đại sứ của họ (người đã đóng cửa đại sứ quán và rời khỏi Iran cùng vợ khi chiến dịch đang diễn ra). Người quản gia người Iran của đại sứ Taylor, người đã biết về những người Mỹ và nói dối quân cách mạng để bảo vệ họ, đã trốn thoát đến Iraq. Mendez được trao tặng huy chương Ngôi sao Tình báo, nhưng do tính chất tuyệt mật của nhiệm vụ, anh nhận huy chương một cách bí mật và phải trả lại sau đó. Mendez trở về với vợ và con trai ở Virginia.
Bộ phim kết thúc bằng dòng chữ giải thích những gì xảy ra sau các sự kiện được mô tả: các con tin ở Tehran được trả tự do sau 444 ngày, Mendez và Chambers vẫn là bạn cho đến khi Chambers qua đời vào năm 2001, Bill Clinton đã trả lại huy chương cho Mendez vào năm 1997 sau khi vụ việc Canadian Caper được giải mật và ông sống cùng gia đình ở vùng nông thôn Maryland. Khi phần danh đề phim kết thúc, giọng nói của Tổng thống Jimmy Carter vang lên, bình luận về chiến dịch này.